# مونتیاگودو، بولیوی
مونتیاگودو (به اسپانیایی: Monteagudo) یک شهر در بولیوی است که در استان هرناندو سیلس واقع شده‌است. مونتیاگودو ۷٬۵۰۰ نفر جمعیت دارد و ۱٬۱۳۳ متر بالاتر از سطح دریا واقع شده‌است.